# Lophuromys huttereri
Lophuromys huttereri är en gnagare i släktet borstpälsade möss som förekommer i centrala Afrika.
Arten blir 9,3 till 11,4 cm lång (huvud och bål), har en 5,9 till 6,1 cm lång svans och 1,8 till 2,0 cm långa bakfötter. Djuret har i princip samma utseende som Lophuromys nudicaudus, inklusive en päls som inte är spräcklig. Den tydligaste skillnaden mellan arterna utgörs av avvikande detaljer i kraniets och tändernas konstruktion.
Gnagarens utbredningsområde ligger i norra Kongo-Kinshasa söder om Kongofloden. Regionen ligger 300 till 450 meter över havet och är täckt av regnskog.
Inget är känt om levnadssättet.
IUCN antar att hot mot beståndet saknas. Lophuromys huttereri listas som livskraftig (LC).